# پرلیت توماس
پرلیت توماس (انگلیسی: Perley A. Thomas؛ ۱۷ سپتامبر ۱۸۷۴ – ۲۸ آوریل ۱۹۵۸) کارآفرین آمریکایی بود، که در سال ۱۹۷۲ شرکت توماس بیلت باسز را تأسیس کرد.